# Санорчі
Санорчі (груз. სანორჩი) — село в Грузії.
За даними перепису населення 2014 року в селі проживає 59 осіб.